# سیلیکای میان‌متخلخل

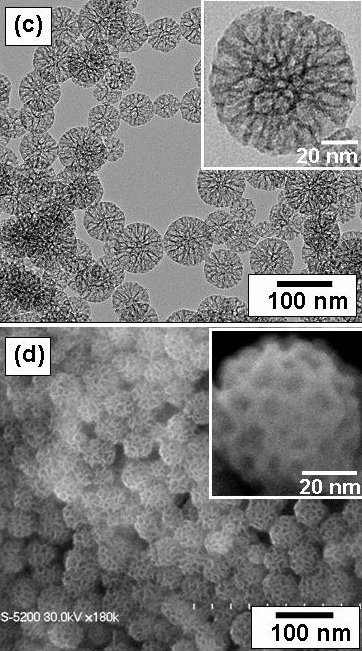
تصویرTEMوSEMنانوذرات سیلیکای میان‌متخلخل.

سیلیکای میان‌متخلخل نوعی از سیلیکا است که بهره‌گیری از آن اخیراً در نانوفناوری پیشرفت زیادی داشته‌است. رایج‌ترین نوع آنها MCM-14 و SBA-15 می‌باشند. پژوهش‌ها در مورد ذرات این ماده ادامه دارد چون در حیطه کاتالیست، دارورسانی و تصویرسازی کاربرد دارد. ترکیبی که موجب تولید مزوسیلیکا شد حدود سال ۱۹۷۰ تولید شد.تقریباً از یاد رفته شد تا اینکه در سال۱۹۹۷ بازسازی شد.نانوذرات سیلیکای میان‌متخلخل مستقلاً توسط پژوهشگران ژاپنی تولید شد.
۶سال بعد نانوذرات با تخلخل بزرگتر (۴٫۶ تا ۳۰ نانومتر) در دانشگاه  کالیفرنیا تولید شد.
این ماده را مادهٔ آمورف سانتاباربرا یا sba-15 نامگذاری کردند که دارای تخلخل‌های شش‌گوشه است. پژوهشگرانی که این نوع ماده را ساختند می‌خواستند از آن به عنوان الک مولکولی استفاده کنند. امروزه نانوذرات سیلیکای میان‌متخلخل در پزشکی و حسگرهای زیستی کاربرد زیادی دارند.
سیلیکا مزیت‌های زیادی در سامانه دارورسانی دارد. به‌ویژه که به عنوان پوشش سطحی در ایمپلنت‌ها و برای کنترل دارورسانی استفاده می‌شوند. هرچند برای اینکه این فیلم‌های نازک کاربرد داشته باشند، تخلخل‌هایشان باید از سطح قابل دسترس باشد و شرایط حمل دارو را فراهم کنند. از آنجا که ساختار ایزوتروپ سه‌بعدی تخلخل به سطح دسترسی دارند، پوشش ما این پتانسیل را دارد تادر سامانه دارورسانی و سامانه‌های مشابه کاربرد داشته باشد.

## ترکیب

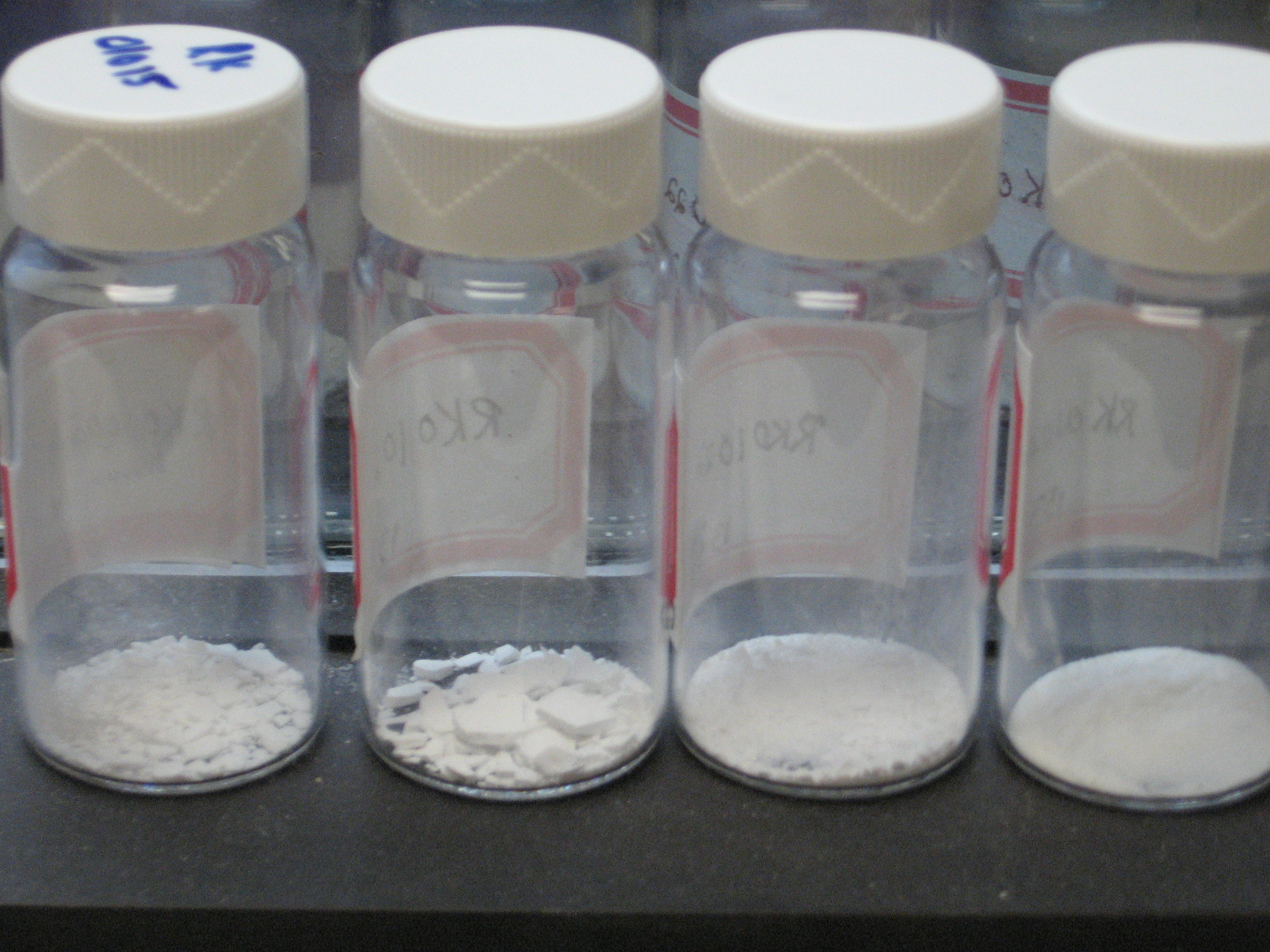
چهار ویال سیلیس مزوپور

نانوذرات سیلیکای میان‌متخلخل با واکنش دادن تترااتیل اورتو سیلیکات (TEOS) در یک الگوی مولکولی خاص ساخته می‌شود.نتیجهٔ آن ساخت نانو ذرات کروی یا میله ای که با ساختار تخلخل پر شده‌اند می‌باشد. در ادامه الگو می‌تواند با یک محلول با phمناسب از بین برود.
سیلیکای میان‌متخلخل با روش سادهٔ سل-ژل نیز قابل ساخت است.
هرچند، teos کارآمدترین پیش سازنده برای ساخت این مواد نیست، تریم اتوکسی سیلان پیش سازنده بهتری است که به اختصارMPTMS گفته می‌شود. استفاده ازین پیش سازنده شانس آگلومره شدن ذرات را کم کرده و تخلخل‌های همگنی را حاصل می‌کند.

## دارورسانی
انرژی سطحی بالای تخلخل‌ها به ذرات اجازه می‌دهد تا خود را با دارو یا مواد مضر پر کنند. بمانند اسب تروجان، ذرات باتوجه به فرمول شیمیایی سطحشان توسط سلول‌های زیستی گرفتار می‌شوند. برخی از انواع سلول‌های سرطانی بیشتر این ذرات را گرفتار می‌کنند تا سلول‌های سالم که به پژوهشگران این امید را می‌دهد کهmcm-41 یک روز بتواند به کمک درمان برخی سرطان‌ها بیاید.
همچنین سیلیکای مزومتخلخل منظم(SBA-15،TUD-1و fsm-16)پتانسیل خوبی در تسریع انحلال داروهای سخت حل شونده درون بدن و بیرون بدن نشان می‌دهند. بسیاری از داروهای کاندید در درمان بیماری‌ها که کشف می‌شوند مشکل انحلال در آب دارند. انحلال ناکارآمد این داروها در سیال‌های معده توانایی جریان دارو در خون را محدود می‌کند. برای مثال در داروی itraconazole که آبگریز مشهوری است، ترکیب آن با sba-15 جریان یابی آن در خون را بهبود می‌بخشد. حمل آب مناسبsba-15 در گستره وسیعی از داروهای آبگریز قابل استفاده است.

## حسگرهای زیستی
ساختار این ذرات به آنها اجازه می‌دهد که با رنگ‌های فلوئورسنت پر شوند که در حالت عادی این رنگ‌ها نمی‌توانند از دیواره سلول‌ها عبور کنند. مواد مزومتخلخل شامل مولکول‌هایی هستند که با سلول هدف سازگارند. وقتی این مواد به محدوده سلول می‌رسند، رنگ را از غشاء سلول عبور می‌دهند. این ذرات از نظر نوری نیمه شفاف هستند پس رنگ از میان دیواره‌های سیلیکا قابل رویت است. رنگ درون ذرات مشکل فرونشستی که رنگ‌ها در محلول دارند را ندارند. نوع پوشش مواد بیرونی سیلیکا تعیین می‌کنند که چه بایو مولکول‌هایی اجازه واکنش با ذرات را دارند.